# 淳口鎮
淳口鎮（しゅんこうちん）は中華人民共和国湖南省長沙市瀏陽市の鎮。

## 行政区画
- 楊柳村
- 黄荊坪村
- 謝家村
- 南冲村
- 炉烟村
- 鴨頭村
- 高田村
- 獅岩村（2015年、獅岩村、金源村、洞庭村が合併し、現在の獅岩村が発足。）
- 山田新村
- 同輝村
- 楓林湖村（2015年、楓林村、永楽村、佛嶺村が合併し、現在の楓林湖村が発足。）
- 向坪村
- 農大社区
- 羊古灘社区
- 鶴源社区[3]

## 経済

### 名物・特産品
- 鉛
- 亜鉛
- 銅
- カオリナイト
- 砿泉水
- 油茶

## 地理
淳口鎮は瀏陽市の北西部に位置し、北は竜伏鎮と、北東は古港鎮と、南東は関口街道と、北西は沙市鎮と、南西は北盛鎮と、南は蕉渓鎮とそれぞれ接している。
- 河川：瀏陽河
- 湖沼・ダム湖：南康水庫、楓林湖
- 山：王峰尖（882.5メートル）

## 教育
- 淳口中学

## 交通

### 道路
- 県道：X009、X010
- 国道：G106

## 観光
- 六畳泉漂流